# (500625) 2012 UL154
(500625) 2012 UL154 es un asteroide perteneciente al cinturón de asteroides, región del sistema solar que se encuentra entre las órbitas de Marte y Júpiter, descubierto el 22 de octubre de 2012 por el equipo del Mount Lemmon Survey desde el Observatorio del Monte Lemmon, Arizona, Estados Unidos.

## Designación y nombre
Designado provisionalmente como 2012 UL154. 

## Características orbitales
2012 UL154 está situado a una distancia media del Sol de 3,116 ua, pudiendo alejarse hasta 3,219 ua y acercarse hasta 3,012 ua. Su excentricidad es 0,033 y la inclinación orbital 9,026 grados. Emplea 2009,19 días en completar una órbita alrededor del Sol.

## Características físicas
La magnitud absoluta de 2012 UL154 es 16,4. 